# China Open 1997 - Qualificazioni doppio
Le qualificazioni del doppio  del China Open 1997 sono state un torneo di tennis preliminare per accedere alla fase finale della manifestazione. I vincitori dell'ultimo turno sono entrati di diritto nel tabellone principale. In caso di ritiro di uno o più giocatori aventi diritto a questi sono subentrati i lucky loser, ossia i giocatori che hanno perso nell'ultimo turno ma che avevano una classifica più alta rispetto agli altri partecipanti che avevano comunque perso nel turno finale.
Le qualificazioni del doppio del torneo China Open 1997 prevedevano 4 coppie partecipanti di cui una è entrata nel tabellone principale.

## Teste di serie
1. Scott Draper /  Peter Tramacchi (Qualificati)

1. Magnus Gustafsson /  Ján Krošlák (ultimo turno)

## Qualificati
1. Scott Draper  /   Peter Tramacchi

## Tabellone

### Legenda
| - Q = Qualificato - WC = Wild card - LL = Lucky loser | - ALT = Alternate - SE = Special Exempt - PR = Protected Ranking | - w/o = Walkover - r = Ritirato - d = Squalificato |

|  | Primo turno | Primo turno                       | Primo turno                   | Primo turno | Primo turno |  |  | Ultimo turno | Ultimo turno                  | Ultimo turno                  | Ultimo turno | Ultimo turno |  |
|  |             |                                   |                               |             |             |  |  |              |                               |                               |              |              |  |
|  | 1           | Scott Draper Peter Tramacchi      | 6                             | 3           | 6           |  |  |              |                               |                               |              |              |  |
|  |             | Alexander Reichel Michael Tebbutt | 3                             | 6           | 3           |  |  | 1            | Scott Draper Peter Tramacchi  | Scott Draper Peter Tramacchi  | 7            | 6            |  |
|  | 2           | Magnus Gustafsson Ján Krošlák     | Magnus Gustafsson Ján Krošlák | 6           | 6           |  |  | 2            | Magnus Gustafsson Ján Krošlák | Magnus Gustafsson Ján Krošlák | 6            | 4            |  |
|  |             | Yu-Wei Wang Yu Zheng              | Yu-Wei Wang Yu Zheng          | 0           | 3           |  |  |              |                               |                               |              |              |  |